# 五歩
五歩（ごほ）は遊びの一つ。

## 遊び方
- 人数4人　最初は全員5歩を持っている。
- 雲梯等の下に四角形を書きそのまわりの4つの所に四角形を書く。真ん中の四角形に「×」を書いてそこに足を十秒以内に置き（置かないとその人が鬼になる）、そこでじゃんけんをする。負けた人が鬼になって逃げる人は物の上を行ききして（地中にあっても地上に見えていたら乗ってのいい）鬼も物の上を行ききする。もしも、物の上から落ちた場合には自己申告か見ていた人がみんなに言い、落ちた人が鬼になる。一人、逃げてる人が捕まったら全員元に場所に戻る。そうしたら鬼は2歩もらって捕まらなかった人は1歩で捕まった人は変わらない。もっている歩の数は自分の陣地を作るためにある。1歩で地面に棒を書く（1本5CM〜8CM）その上に乗れてゲーム中に使える。ゲームの終りは、逃げてる人が捕まったら鬼の歩が増えるだけでまたジャンケンをして鬼を決めるから終わりは無いと思われる（規定に時間が来るか、飽きるまで）。

## ルール
手のひら位の大きさの石や落ち葉なら上に乗ってもいいという場合とそうでない場合がある。